# زونا فرانكا (برشلونة)

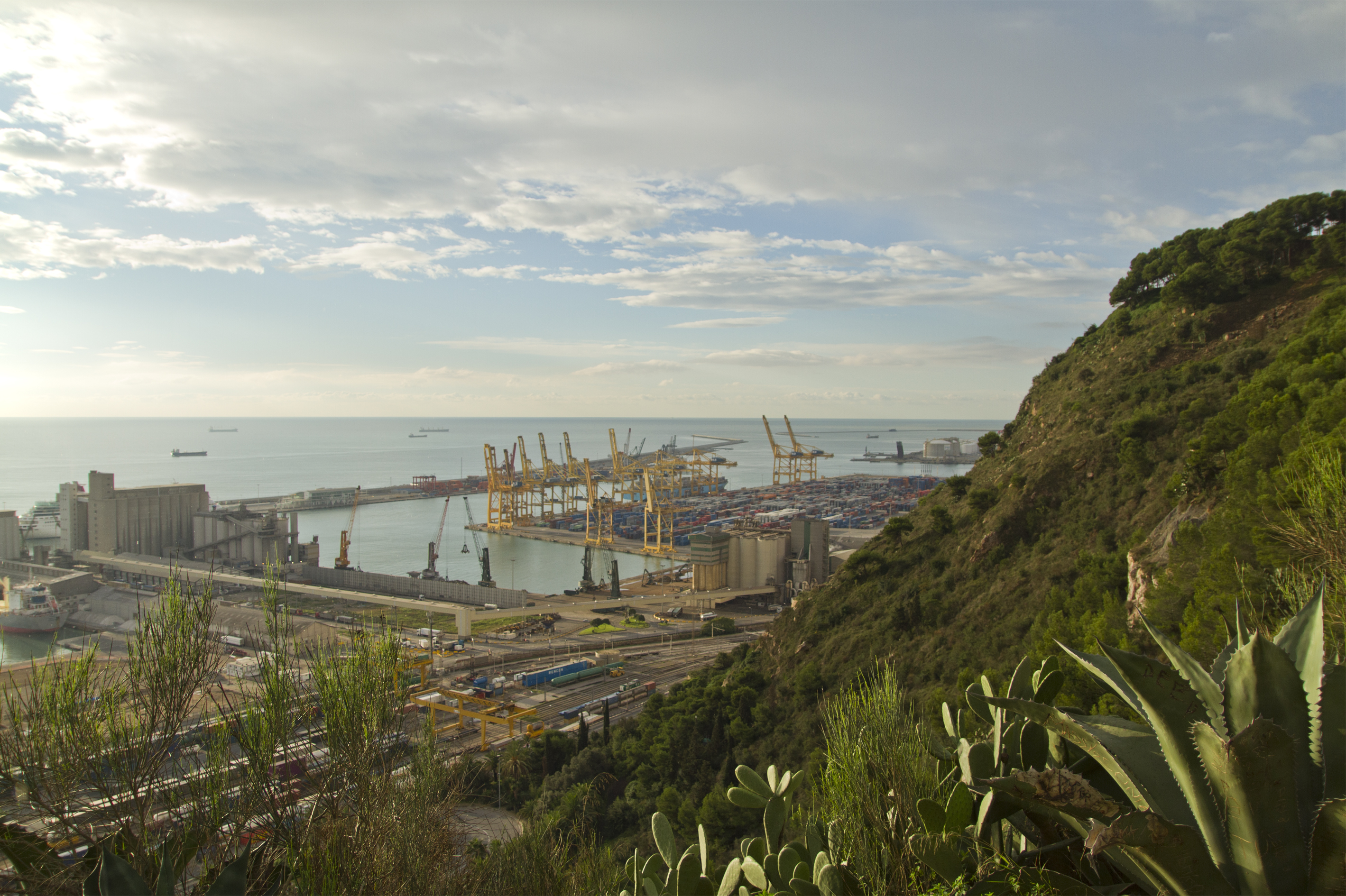

زونا فرانكا (النطق الكتالاني : [ˈzonə ˈfɾaŋkə]) هي منطقة لوجستية وصناعية تقع في منطقة سانتس مونتجويك في برشلونة، إسبانيا. جنبا إلى جنب مع ميناء برشلونة المجاور تشكل حي زونا فرانكا - بورت .
تقع في دلتا يوبريجات بين ميناء برشلونة ومطار برشلونة.
تعود أصول المنطقة واسمها إلى محاولة إنشاء ميناء حر في برشلونة والذي فشل أخيرًا في عام 1929. مع تصنيع كاتالونيا في الخمسينات تم استخدام المساحة لبناء المصانع.

## الصناعات الرئيسية
افتتح في عام 1953 ، يقع مصنع سيات الأصلي لصناعة السيارات وخط الإنتاج في زونا فرانكا. بعد استحواذ سيات من قبل مجموعة فولكس فاجن الألمانية العملاقة للسيارات، لم يعد المصنع ينتج سيارات، ولكنه بدلاً من ذلك يستخدم الآن فقط كمحل للصحافة، مما يؤدي إلى القضاء على ألواح الهيكل المعدني. توظف حاليا أكثر من 1200 شخص.
تحتوي المنطقة أيضًا على مصنع نيسان موتور إيبيريكا، الذي ينتج نيسان نافارا ونيسان بولسار ونيسان NV200 (كلا الإصدارين الكهربائي ومحرك الاحتراق).
تم افتتاح عقار ميركابارنا لتجارة المواد الغذائية في زونا فرانكا في عام 1971 مع نقل سوق الفاكهة والخضار المركزي، الذي كان منذ عام 1921 في البورن. تبعه المسلخ عام 1979، وسوق السمك المركزي عام 1973، وسوق الزهور المركزي عام 1974.